# Школски покрет
Школски покрет (мај 1921 - децембар 1922) био је месечни педагошки часопис у издаваштву Учитељског збора среза лесковачког, са Димитријем Ђ. Димитријевићем као главним уредником.

## Историјат
Одлуку о издавању часописа донела је Секција Врањског окружног учитељског друштва у Лесковцу на збору одржаном 7. априла 1921. године. Одржавао се од претплате читалаца, која је износила годишње 30 динара, а за поједини број 2,5. Ученици су добијали часопис за 20 динара годишње. Формат часописа био је 22 х 15 центиметара. Изашло је укупно 10 свезака, односно 20 бројева и то у првој години 5 свезака, а 8 бројева, а у другој години 5 свезака, тј. 12 бројева. Штампан је у Врању и Лесковцу. Међу активним сарадницима овог часописа били су Димитрије Димитријевић и Сретен Динић. Због великих дуговања претплатника и одласка главног уредника часопис је престао да излази.

## Садржина
У часопису су обрађиване теме из педагогије, психологије, патологије, методике, народног просвећивања и школства, и приказиване су домаће и стране књиге и часописи. Важна тема којом се бавио била је и реформа школства.